# 單世德
單世德（1615年8月1日—？），字爾達，南直隸巢縣人，明朝末年政治人物。

## 生平
崇禎十五年壬午科第160名舉人，崇禎十六年（1643年）聯捷癸未科禮記房會試第328名，殿試三甲第210名，兵部觀政，次年授浙江永康縣知縣，調金華縣知縣。

## 家族
曾祖單早（正貢生）、祖單應光（正貢生）、父單政（增廣生）。